# Īstīn
Īstīn (persiska: ايستين) är en ort i Iran.   Den ligger i provinsen Khorasan, i den östra delen av landet, 1 000 km sydost om huvudstaden Teheran. Īstīn ligger 1 549 meter över havet och antalet invånare är 101.
Terrängen runt Īstīn är kuperad.  Trakten runt Īstīn är nära nog obefolkad, med mindre än två invånare per kvadratkilometer. Det finns inga andra samhällen i närheten. Trakten runt Īstīn är ofruktbar med lite eller ingen växtlighet.